# 肉豆腐
肉豆腐（にくどうふ）は、牛肉と豆腐、ねぎを煮た煮物料理。醤油や酒、みりん、砂糖を用いて、すき焼きに似た味付けに調える。京都市の郷土料理であり、冬の定番料理である。

## 概要
牛肉と豆腐、ねぎを主材料とするが、その他にもタマネギや長ネギ、シイタケやエノキタケなどのキノコ類、ニンジン、ジャガイモ、白滝などが用いられることもある。京都市では当地の伝統野菜である九条葱を頻繁に用いるほか、料亭や一般家庭で作られることが多い。割下は家庭や料亭によって味付けが異なる。使用する肉については、発祥地の京都をはじめとして一般には牛肉が用いられるものの、豚肉が用いられることもある。全国的にも一般家庭で作られたり、居酒屋などで供されたりするなど、広く受容されつつある。

## すき焼きとの相違点
すき焼きとは、共に牛肉や豆腐、ねぎなどの材料を用いる点や、味付けに醤油や酒、みりん、砂糖を用いる点などが類似している。しかしながら、すき焼きが鍋で供される一方で肉豆腐が皿や鉢で供される点や、すき焼きとは異なり溶き卵と共に食さない点、肉豆腐は豆腐を主たる食材と扱う点などが相違点として挙げられる。